# Randy Castillo
Randy Castillo, född 18 december 1950 i Albuquerque, New Mexico, död 26 mars 2002 i Los Angeles, Kalifornien, var en amerikansk rockmusiker som var trummis i Ozzy Osbournes band under ett antal år på 1980- och 1990-talen. Ersatte Tommy Lee som trummis i glamrock/heavy metal-bandet Mötley Crüe år 2000 och spelade dessutom med Lita Ford och Red Square Black. Han avled 51 år gammal 2002 efter att ha diagnostiserats med skivepitelcancer.
1984 spelade Randy för Lita Ford och det var genom henne han lärde känna medlemmarna i Mötley Crüe. Tommy Lee, som kände Ozzy Osbourne, rekommenderade Randy för Ozzy då han sökte ny trummis. Randy hade vid tillfället brutit benet i en skidolycka och kom inte med i bandet. Men då Randy återhämtat sig några månader senare fick han en ny chans och blev då medlem i bandet. Randy var med på flera turnéer med Ozzy och medverka på flera album:
- The ultimate sin
- No rest for the wicked
- Just say Ozzy
- No more tears
- Live and loud.[1]

Efter att ha lämnat Ozzy Osbourne i mitten av 1990-talet, medverkade han bland annat i soundtracket till Bret Michaels film "Letter from deathrow" 1998. Under våren 1999 blev han kontaktad av Ozzys fru Sharon, som sa till honom att han skulle kontakta Mötley Crüe, som behövde en trummis. Randy debuterade på Mötleys platta "New tattoo" som släpptes år 2000.